# Velserdijk

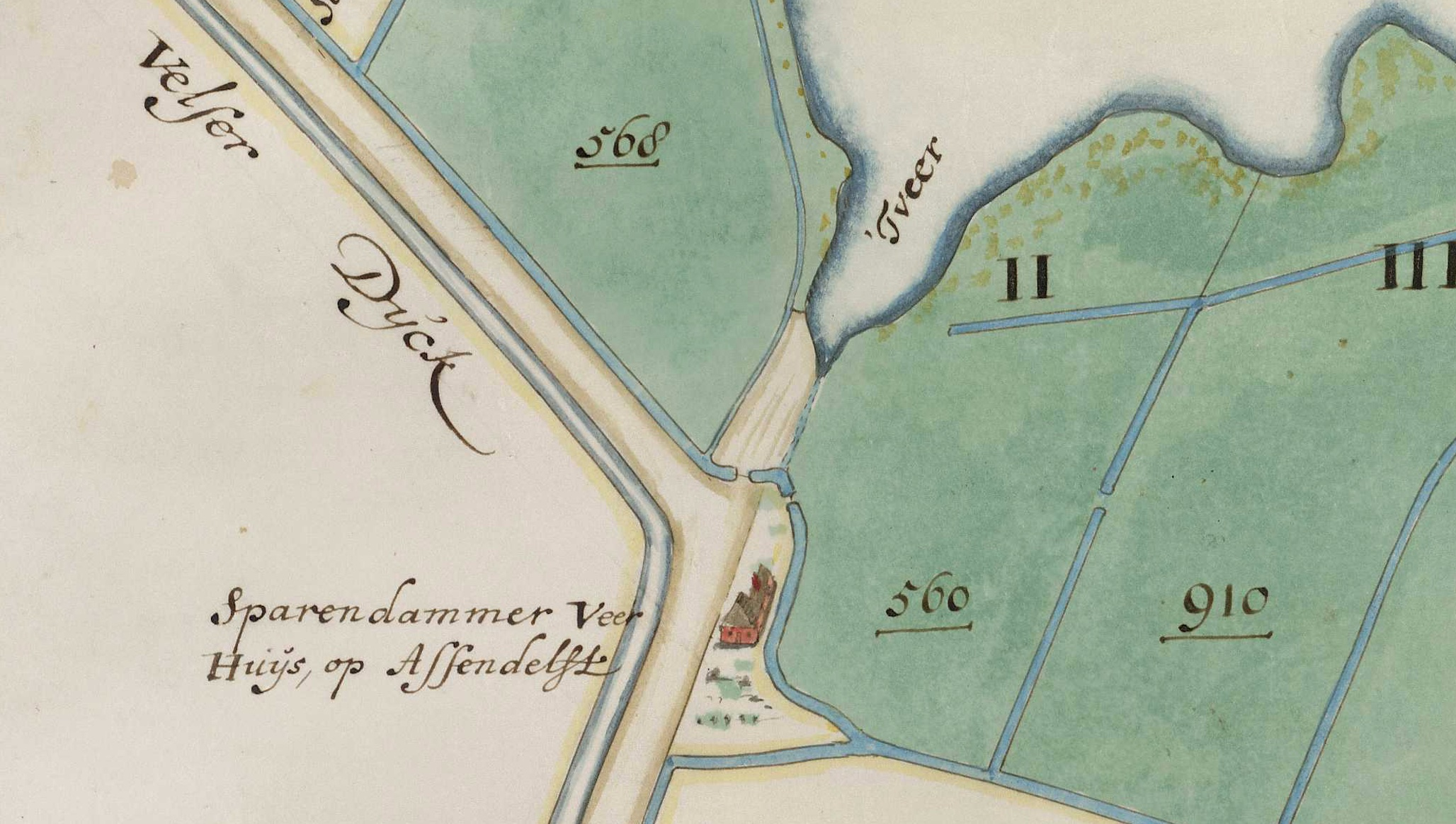

De Velserdijk is een voormalige zomerdijk en gemeentelijk monument in Velsen.
De dijk is vermoedelijk omstreeks 1220 als verlengstuk van de Spaarndammerdijk aangelegd. De dijk diende ter bescherming van het gebied tussen Spaarndam en Velsen. Direct achter de dijk ontstond de polder Velserbroek.
De Velserdijk was een zomerkade die alleen in de zomer het brakke water van het Wijkermeer kon weren. Tussen november en maart stonden de gebieden ten zuiden ervan vaak grotendeels onder water door de geringe hoogte van de dijk. Bij stormvloeden konden hierdoor ’s zomers ook de polder en de laag gelegen gebieden tot voorbij Haarlem overstromen. Tussen 1612 en 1626 werd de Slaperdijk aangelegd, die bescherming bood voor de laatstgenoemde gebieden. In dezelfde periode werd de Velserdijk iets verzwaard en verhoogd. En in 1857 gebeurde dit wederom. Toen het Noordzeekanaal was aangelegd en het Wijkermeer was drooggelegd, verloor de Velserdijk zijn functie als zeewaterkering. 
Het natuurgebied Landje van Gruijters ligt rond het oostpuntje van de Velserdijk. Daar ligt ook het punt waar vroeger een veerhuis heeft gestaan. Je kon vanaf dat punt met een pont overgezet worden naar Assendelft.